# Wasserflugplatz Rhodos-Mandracchio

i8
i11
i13
Der Wasserflugplatz Rhodos-Mandracchio (auch bekannt als „Rodi-Porto“) war ein Flugplatz für Wasserflugzeuge, Amphibienflugzeuge und Flugboote auf der Insel Rhodos während der italienischen Besetzungszeit. Im Jahr 2024 wurde die Genehmigung für die Einrichtung eines Wasserflugplatzes am selben Standort erteilt.

## Geschichte
Der Wasserflugplatz (italienisch: Idroscalo) trug den Namen des Hafens in Rhodos (Stadt), in dem er lag (Porto Mandracchio auf Italienisch oder Mandraki auf Griechisch). Er bestand aus einem einfachen Pier zum Anlegen von Flugzeugen und zum Einsteigen. Landung und Start erfolgten auf der Wasserfläche vor dem Hafen. Zum Aus- und Einfahren in den Hafen Mandracchio wurden die Flugzeuge von einem Schlepper gezogen.
Der Wasserflugplatz nahm seinen Betrieb Ende der 1920er Jahre auf – mit Flugverbindungen der italienischen Fluggesellschaft Società aerea mediterranea auf den Strecken von Brindisi über Athen nach Kastelorizo (in der italienischen Zeit: Castelrosso). Ab 1932 legten auch Flüge englischer Fluggesellschaften auf den Strecken London – Zypern – Palästina und London – Karatschi auf Rhodos einen Zwischenhalt ein. Die italienische Ala Littoria flog Rodi Porto ab ihrer Gründung 1934 mit Maschinen des Typs Savoia-Marchetti S.66 an. Die Route von Brindisi wurde von Rom nach Haifa verlängert. Der italienische Gouverneur der Ägäischen Inseln, Cesare Maria De Vecchi, ließ seine persönliche Savoia-Marchetti S.55 auf dem Wasserflughafen abstellen. Der Wasserflugplatz blieb bis Ende der 1930er Jahre der Hauptflughafen der Insel, bevor der 1935 eröffnete und inzwischen als Militärflugplatz genutzte Flughafen Rhodos-Maritsa diese Rolle übernahm 

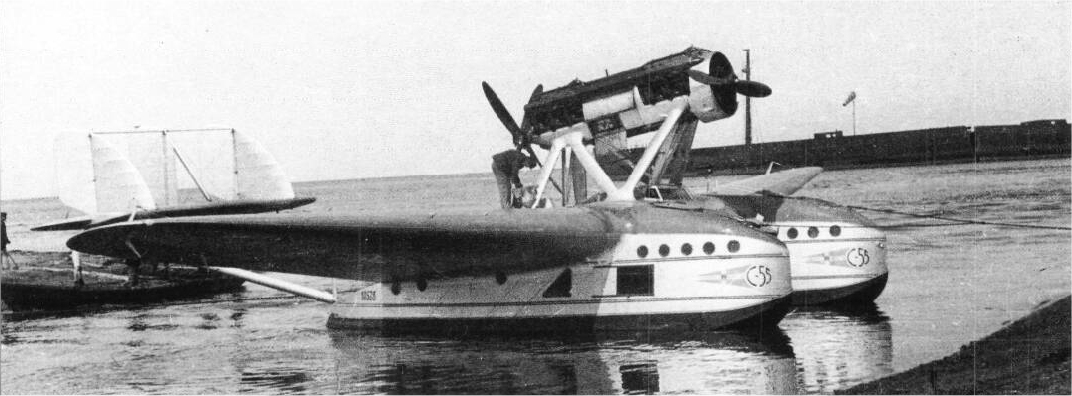
Wasserflugzeug Savoia-Marchetti S.55P

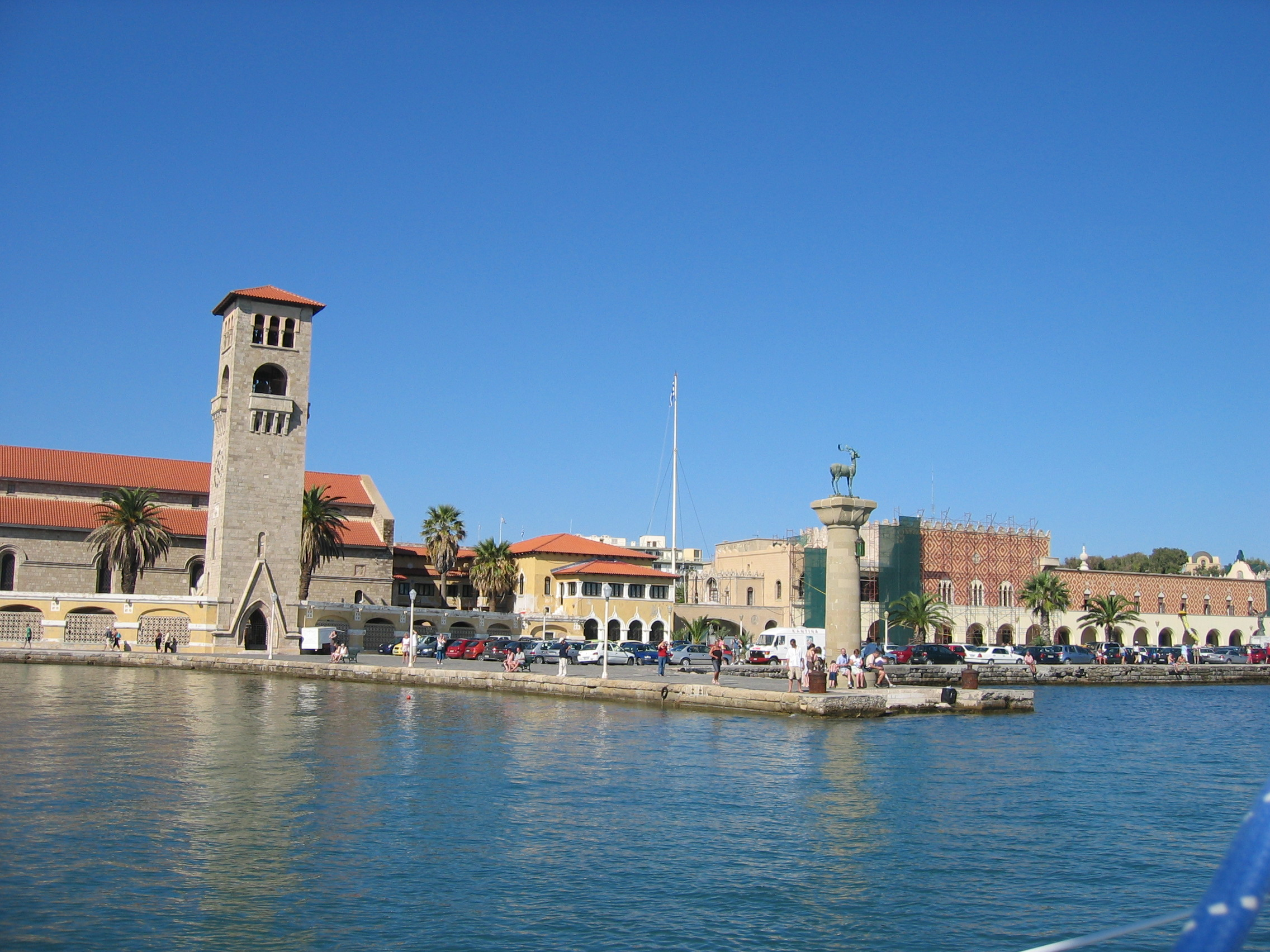
Der Hafen von Mandracchio

## Zwischenfälle
Am 18. Juli 1933 startete um 15.10 Uhr eine Dornier Wal mit dem Luftfahrzeugkennzeichen I-AZEE der Fluggesellschaft Aero Espresso Italiana vom Wasserflugplatz Athen-Faliro mit Ziel Rhodos. Die Besatzung übermittelte entsprechend dem damaligen Standardverfahren ihre Position alle zehn Minuten über Funk. Etwa eine halbe Stunde nach dem Start gelang es aber keiner der Bodenstationen mehr, Funkkontakt mit dem Wasserflugzeug herzustellen. Zunächst ging man davon aus, dass die Funkausrüstung nicht richtig funktionierte oder dass das Flugzeug in ein Gebiet eingeflogen war, das durch das Funknetz nicht abgedeckt wurde. Nachdem die für die Strecke zwischen Athen und Rhodos erforderlichen drei Stunden verstrichen waren, wurde bei der Station Syros nachgefragt, ob Nachrichten von I-AZEE vorliegen. Erst als die Station Syros bestätigte, dass das Flugzeug nicht am Himmel über der Insel gesichtet wurde, wurden Alarm- und Rettungsmaßnahmen eingeleitet. Die letzte Sichtung des Wasserflugzeugs I-AZEE erfolgte durch einige Schiffe am Himmel zwischen Kap Sounion und der Insel Makronisos. Die Suche war vergeblich. Die vier Besatzungsmitglieder, darunter Giorgio Pessi, und die beiden Passagiere wurden nie gefunden.